# بندر النخلی
بندر النخلی (انگلیسی: Bandar Al-Nakhli) بازیکن فوتبال اهل عربستان سعودی است.
وی همچنین در تیم ملی فوتبال عربستان سعودی بازی کرده‌است.